# Bay of Sandquoy

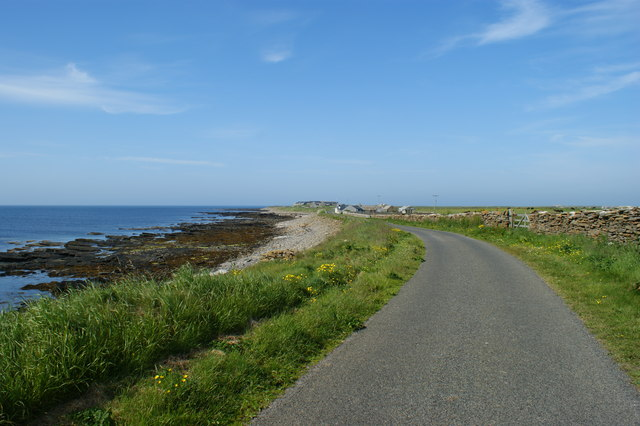
Eine Straße an der Bucht

Die Bay of Sandquoy ist eine Bucht, die im Norden der zu Schottland zählenden Orkneyinseln liegt.

## Geographie
Die Bay of Sandquoy liegt an der nördlichen Küste der Insel Sanday. Begrenzt wird sie durch den Tofts Ness im Osten. Weitere Buchten in der Nähe sind der Otters Wick im Westen und die Bay of Lopness im Süden.

## Historisches
Im Rahmen der historischen Gliederung Schottlands in Civil Parishes zählt die Bay of Sandquoy zu Lady.